# Marica Cimperman
Marica Cimperman bila je hrvatska hazenašica. Igrala je za jugoslavensku reprezentaciju s kojom je osvojila zlatno odličje na SP-u u Londonu. Bila je članicom zagrebačke Concordije. Radila je kao službenica.

## Vanjske poveznice
- CIMPERMAN, Marica, Hrvatski biografski leksikon